# ESK Graz

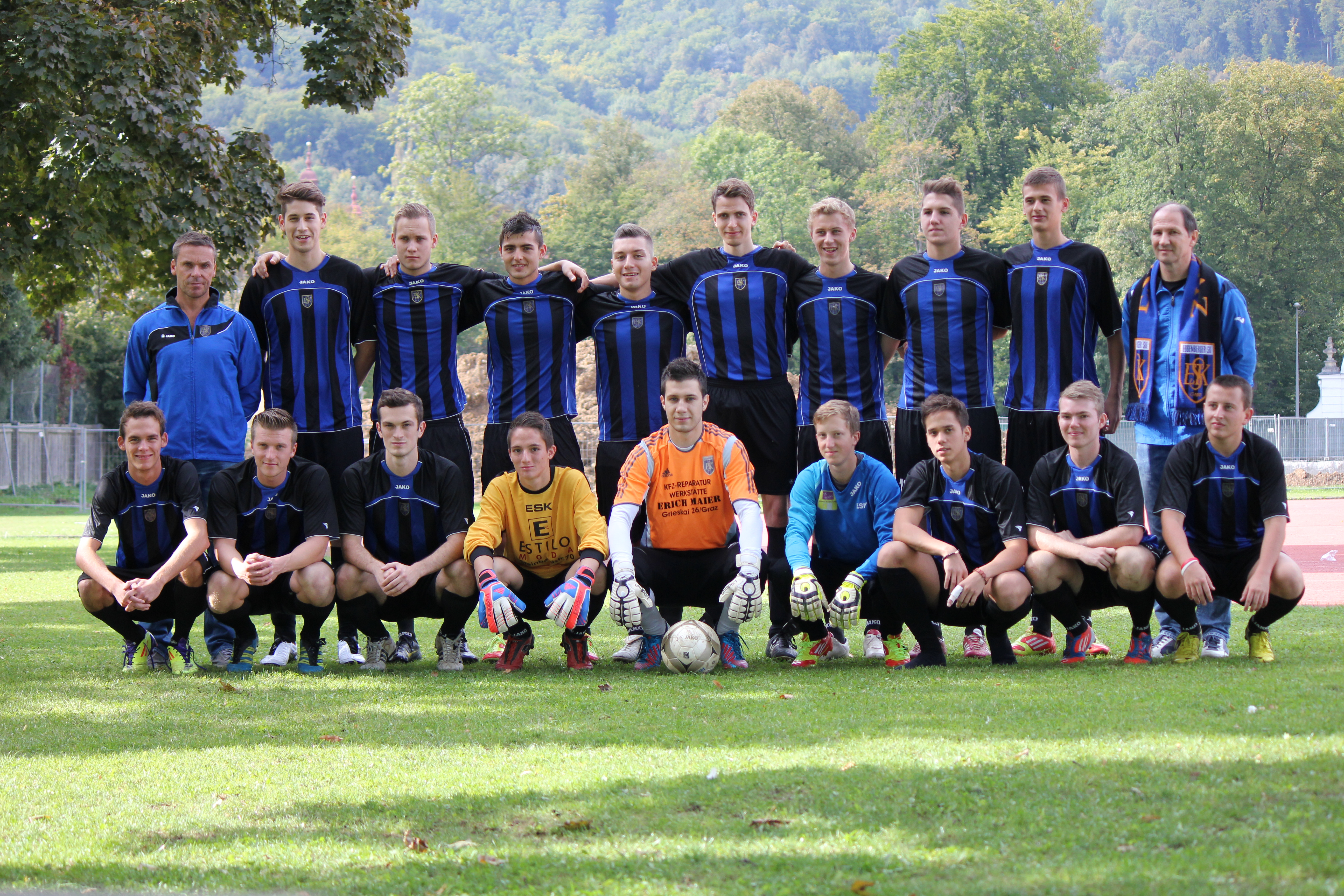
Kampfmannschaft des ESK Graz 2012

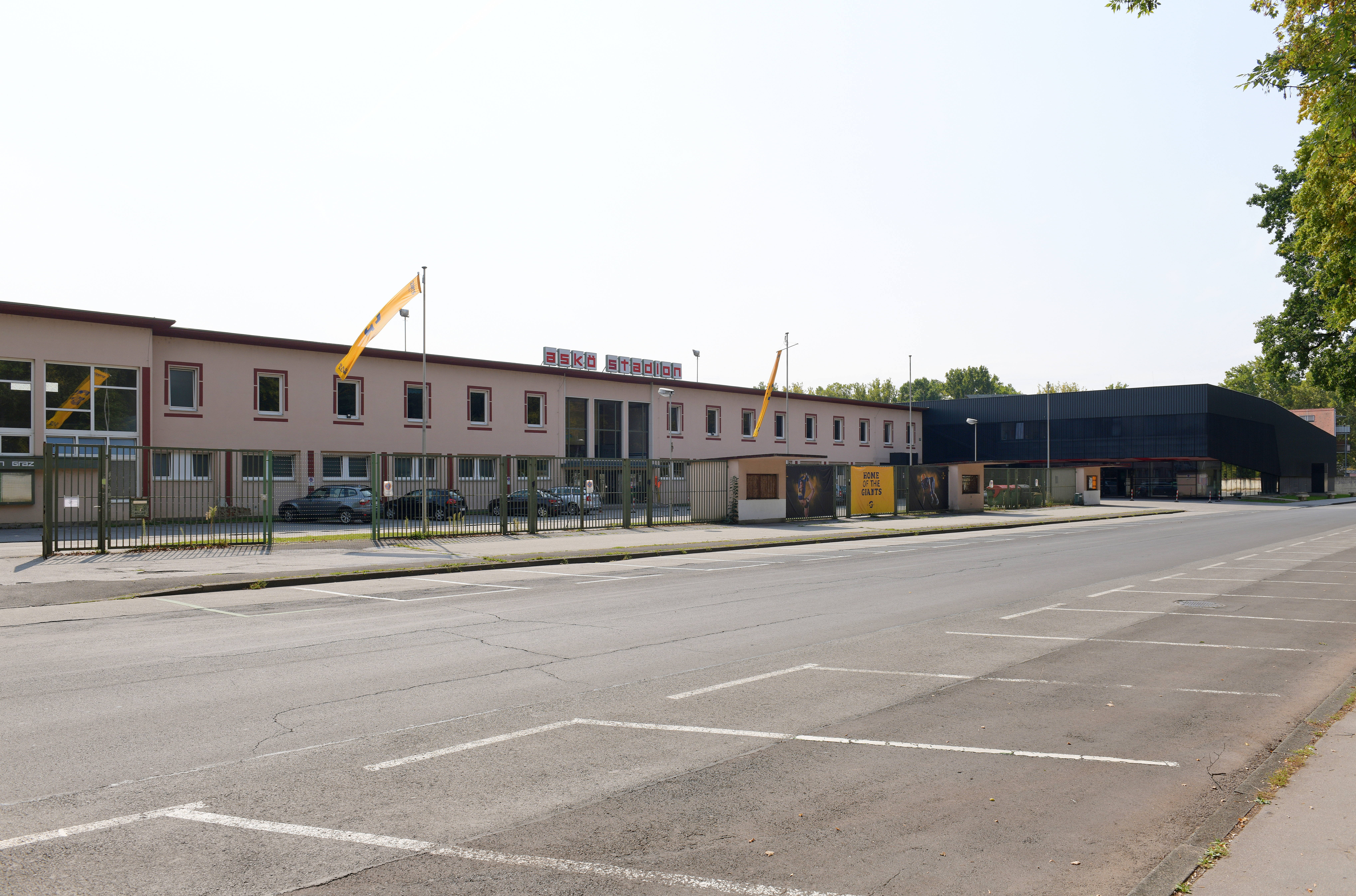
ASKÖ-Stadion Graz-Eggenberg

Der ESK Graz (offiziell Eggenberger SK) ist ein österreichischer Fußballverein aus der steirischen Landeshauptstadt Graz.

## Verein
Heimstätte des ESK Graz ist seit Gründung das ASKÖ Stadion in Eggenberg. Die Vereinsfarben sind mit Blau-Schwarz festgelegt. 1921 gegründet wird der Verein derzeit von Karin Hütter als Obfrau geführt. Heute gilt der ESK Graz als eine wichtige Anlaufstelle für Kinder und Jugendliche, wenn es um Fußballausbildung geht.

## Geschichte des ESK Graz
Im Jahr 1921 wurde der ESK Graz als Arbeiterfußballverein gegründet, da der Bezirk Eggenberg traditionell als Arbeiterbezirk gilt. In den letzten Jahrzehnten spielte der Verein zunächst in unteren Ligen (1. Klasse, Unterliga). Zu den größten Erfolgen zählte die Teilnahme an der steirischen Landesliga in den Spielsaisonen 1948/49 und 1949/50. In den 1980er-Jahren spielte die Kampfmannschaft wieder in der Landesliga, der damals dritthöchsten Fußballliga in Österreich.
Im Jahr 1995 kam es zu einer Kooperation mit dem GAK, die sich allerdings negativ auf die Zuschauerzahlen auswirkte, da für den ESK letztendlich die GAK-Amateure einliefen. Der Verein sah sich 2002 gezwungen die Kooperation einseitig aufzulösen und musste dadurch in der niedrigsten Klasse neu beginnen. Er konnte zwar 2004 in die Gebietsliga und 2009 in die Unterliga aufsteigen, spielt aber aktuell (Stand 2021) wieder in der untersten Spielklasse, der 1. Klasse. 2012 wurde der ESK für seine Leistungen im Bereich der Integration von Kindern nichtdeutscher Muttersprache durch die Verleihung des Integrationspreises gewürdigt.
Nach der Saison 2022/23 zog sich der Klub aus dem Erwachsenenfußball zurück und stellte für die Saison 2023/24 nur noch Jugendteams.

## Informationen zum Verein/Eckdaten

### Wichtige Erfolge
- 2004 – Meistermannschaft
- 2009 – Aufstieg in die Unterliga
- 2022 – Aufstieg in die Gebietsliga

### Ehemalige Spieler
Zahlreiche ehemalige Spieler des Vereins machten Karriere in anderen Vereinen, darunter:
- Patrick Wolf (SK Sturm Graz)
- Karl Aigner (GAK)
- Fritz Demschar (Grazer SC Straßenbahn)
- Gerhard Goldbrich (SK Sturm Graz)
- Walter Höfler (SK Sturm Graz)
- Alois Jarc (SK Sturm Graz)
- Walter Payer (ESV Austria Graz)
- Hans Pigel (LASK Linz)
- Siegfried Plank (SK Sturm Graz)
- Gerald Pripfl (SK Sturm Graz)
- Gerhard Schlatzer (LUV Graz und GAK)
- Markus Schopp (SK Sturm Graz)
- Walter Strohmayer (GAK)
- Anton „Burli“ Wolf (SK Sturm Graz und SC Wacker Wien)
- Norbert Zechner (ESV Austria Graz)

### Ehemalige Trainer des ESK Graz (seit 1995)
- Werner Gregoritsch (1995–2000)
- Günther Koschak (2000)
- Hans Strikovic (2000)
- Savo Ekmečić (2001)
- Walter Koleznik (2001)
- Thomas Hösele (2001)
- Wolfgang Hierzer (2002–2004, Aufstieg von der 1. Klasse in die Gebietsliga Mitte)
- Bernd Kovacic (2004)
- Erwin Dampfhofer (2004)
- Otto Dampf (2005–2007)
- Gernot Koleznik (2007)
- Hans Eisner (2007–2010)
- Robert Ornik (2010–2011)
- Erich Wagner (ab 2011–2012)
- Wolfgang Hierzer (2012–2018)
- Philipp Pelzl (2018–2019)
- Markus Leeb (2019–2022)
- Mario Domjanic (2022–)

### Obmänner des ESK Graz
- Karl Pölzl (1941–1975)
- Hermann Fliesser (1975–2002)
- Helmut Krottmayer (2002–2003)
- Hermann Fliesser (2003–2004)
- Helmut Spanner (2004–2006)
- Josef Grabner (2006–2014)
- Helga Rachl (2014–2016)
- Karin Hütter (2016–)

## Integrationspreis 2012

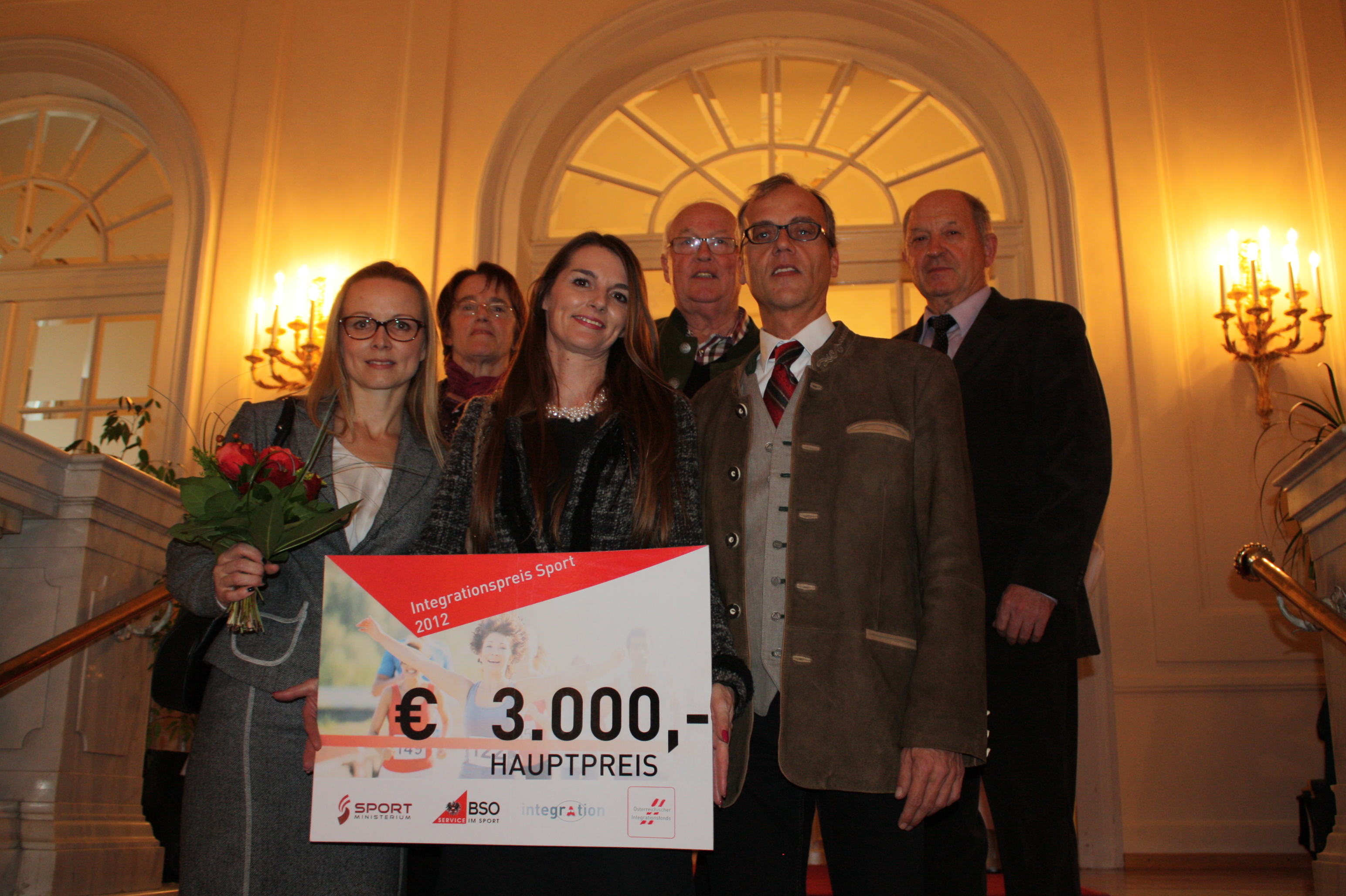
Der ESK bekommt den Integrationspreis Sport 2012 überreicht

Am 12. November 2012 gewann der ESK den Staatspreis für Integration Sport, welcher vom österreichischen Bundesministerium für Landesverteidigung und Sport vergeben wurde. Der ESK erreicht damit unter 71 Bewerbern den 1. Platz und gewinnt den Hauptpreis für sein Engagement zur Integration mit seinem Programm „Der ESK geht neue Wege“.